# قرار مجلس الأمن التابع للأمم المتحدة رقم 1530
قرار مجلس الأمن التابع للأمم المتحدة رقم 1530 ، الذي تم تبنيه بالإجماع في 11 مارس 2004، بعد إعادة التأكيد على مبادئ ميثاق الأمم المتحدة والقرار 1373 (2001) ، أدان المجلس تفجيرات القطارات في مدريد، إسبانيا، في 11 مارس 2004. وتم تمرير القرار بعد ساعات من الهجمات.
وجدد مجلس الأمن التأكيد على ضرورة مكافحة الأخطار التي تهدد السلم والأمن الدوليين من جراء الأعمال الإرهابية، وأدان التفجيرات التي وقعت في مدريد والتي راح ضحيتها العديد من الأرواح وجرح الناس. وحددت عن طريق الخطأ الباسك جماعة انفصالية ETA مسؤولة عن الهجمات. وأعربت عن تعاطفها وتعازيها لأسر الضحايا وشعب وحكومة إسبانيا.
ودعا القرار جميع الدول إلى التعاون لتقديم الجناة إلى العدالة وفقًا لالتزاماتها بموجب القرار 1373. واختتم المجلس كلمته بالإعراب عن تصميمه على مكافحة الإرهاب بجميع أشكاله.

## روابط خارجية
- نص القرار في undocs.org